# Saint-Georges-de-Pointindoux
Saint-Georges-de-Pointindoux ist eine französische Gemeinde mit 1.820 Einwohnern (Stand: 1. Januar 2022) im Département Vendée in der Region Pays de la Loire; sie gehört zum Arrondissement Les Sables d’Olonne und zum Kanton Talmont-Saint-Hilaire (bis 2015: Kanton La Mothe-Achard). 

## Geographie
Saint-Georges-de-Pointindoux liegt etwa 15 Kilometer westsüdwestlich von La Roche-sur-Yon und etwa 20 Kilometer nordöstlich von Les Sables-d’Olonne. Umgeben wird Saint-Georges-de-Pointindoux von den Nachbargemeinden Beaulieu-sous-la-Roche im Norden, Landeronde im Osten, Sainte-Flaive-des-Loups im Süden und Südosten, Les Achards mit La Mothe-Achard im Süden und Südwesten, Saint-Julien-des-Landes im Westen sowie Martinet im Westen und Nordwesten.

## Bevölkerungsentwicklung
| Jahr                      | 1962 | 1968 | 1975 | 1982 | 1990 | 1999 | 2006 | 2012 |
| Einwohner                 | 803  | 741  | 727  | 999  | 1092 | 1129 | 1371 | 1626 |
| Quelle: Cassini und INSEE |      |      |      |      |      |      |      |      |

## Sehenswürdigkeiten
- Kirche Saint-Georges
- Schloss Le Pin Massé